# Златно (район Полтар)
Златно (словац. Zlatno) — деревня в районе Полтар Банскобистрицкого края Словакии.
Находится в западной части Словацких Рудных гор в долине р. Полтарица. Центр деревни расположен на высоте 389 м н.м., в 10 км от г. Полтара и 28 км от г. Лученец. 
Население — 471 человек (2013).
В 2013 году в деревне проживали:
- словаки — 436 чел.
- чехи — 2
- венгры — 3
- русины — 2
- цыгане — 2
- другие — 2.

Впервые упоминается в 1819 году.
В 1833 году здесь было организовано производство стекла. Продукция завода принимала участие в нескольких мировых выставках. Стекольный завод прекратил своё существование в 2003 г. Однако несколько частных компаний и сейчас продолжают производство стекла.

## Население
| Год:                | 1994 | 2004 | 2014    | 2024    |
| ------------------- | ---- | ---- | ------- | ------- |
| Количество человек: | 0    | 514  | 472     | 439     |
| Разница:            |      | –    | −8,17 % | −6,99 % |